# Гросенеріх
Гросенеріх (нім. Großenehrich) — місто в Німеччині, розташоване в землі Тюрингія. Входить до складу району Киффгойзер. Складова частина об'єднання громад Гройсен.
Площа — 63,26 км2. Населення становить Невірний параметр metadata 16 065 084 ос. (станом на 31 грудня 2021).